# Се-Бом Лі
Се-Бом Лі (англ. Se-Bom Lee, 1 січня 2001) — австралійський плавець.
Учасник Олімпійських Ігор 2020 року, де в попередніх запливах на дистанції 400 метрів комплексом посів 16-те місце і не потрапив до фіналу.